# Giesbeek
Giesbeek est un village situé dans la commune néerlandaise de Zevenaar, dans la province de Gueldre. Le 1er janvier 2008, le village comptait 2 839 habitants.

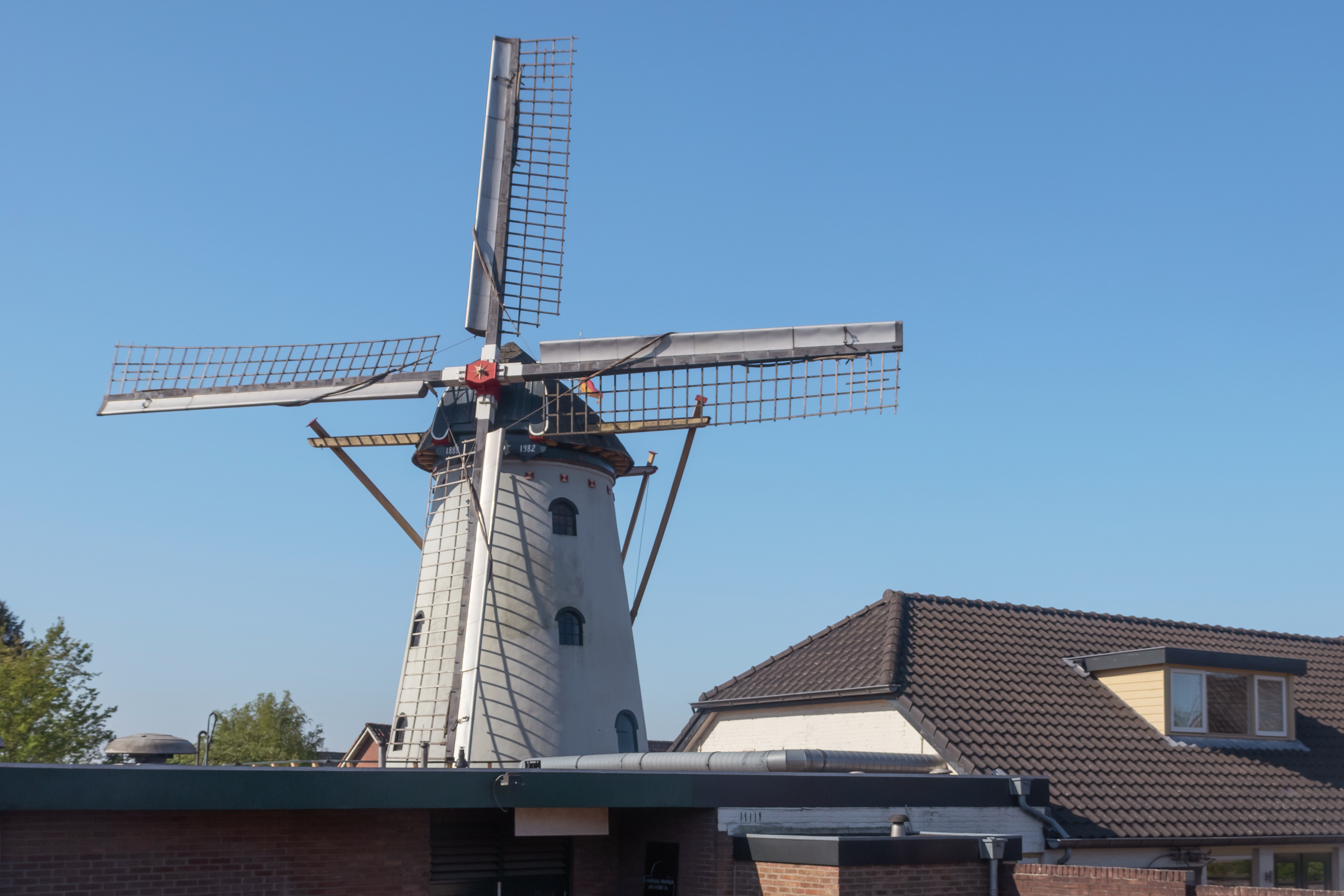
Le moulin: windkorenmolen de Hoop

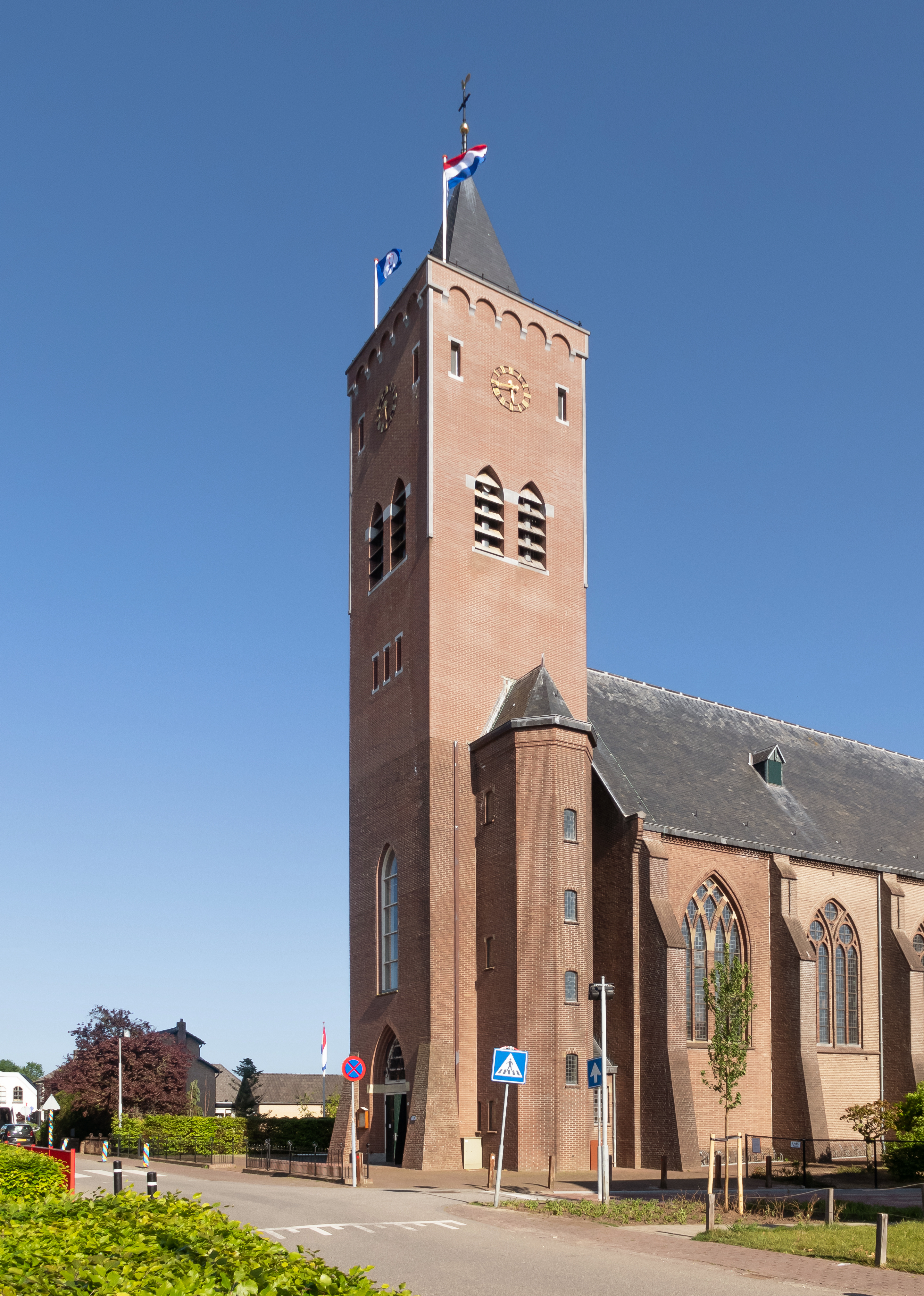
L'église: la Martinuskerk